# Davi Alcolumbre

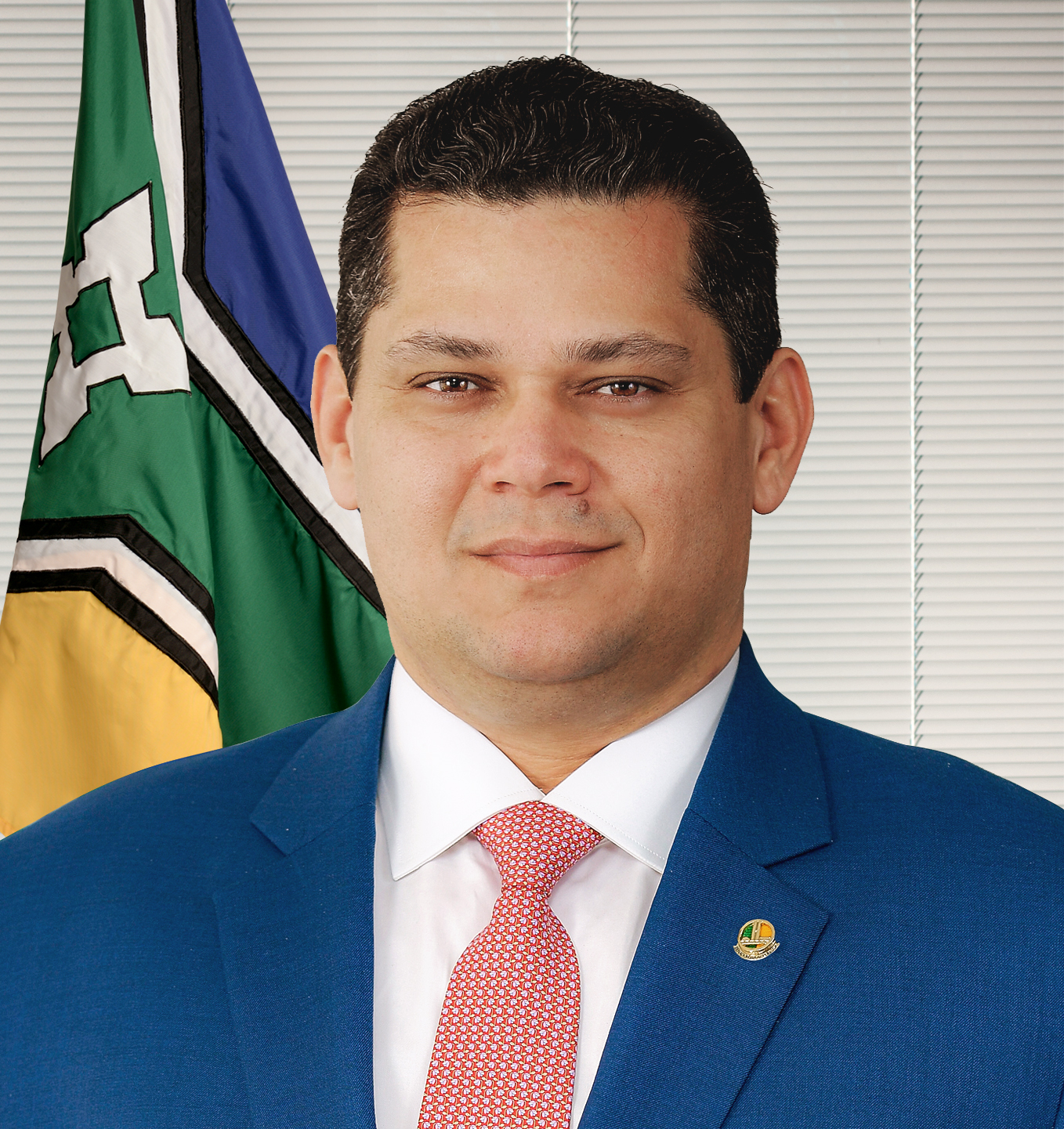
Davi Alcolumbre (2017)

David Samuel Alcolumbre Tobelem (* 19. Juni 1977 in Macapá, Amapá) ist ein brasilianischer Politiker. Er war der 67. Präsident des Bundessenats im Nationalkongress.

## Leben
Davi Alcolumbre ist marokkanischer Abstammung, seine Eltern sind Samuel José Tobelem und Júlia Peres Alcolumbre. Er ist der erste Jude, der in der Geschichte Brasiliens die Präsidentschaft des Senats übernimmt. Er hat eine abgeschlossene Mittelschulausbildung und ist von Beruf Kaufmann.

## Politische Laufbahn
Seine politische Laufbahn begann mit dem Eintritt in den Partido Democrático Trabalhista (PDT, 1999–2006), er wechselte dann zur PFL, dem Vorläufer der Democratas, denen er bis 2022 angehörte. Von 2001 bis 2003 war er Stadtrat in Macapá, 2002 wurde er zum Abgeordneten seines Heimatstaates in die Abgeordnetenkammer des Nationalkongresses gewählt, 2006 und 2010 gelang ihm die Wiederwahl.
Bei den Wahlen in Brasilien 2014 trat er als Senatskandidat gegen Gilvam Borges an und gewann mit 36,26 % der Stimmen. Er trat sein Amt am 1. Februar 2015 an.
Am 2. Februar wurde Alcolumbre in der ersten Runde mit 42 Stimmen zum neuen Präsidenten des Bundessenats gewählt, dank der Unterstützung der Gegner von Renan Calheiros und eines Teils der Regierungsbasis von Jair Bolsonaro.
Am 18. März 2020 wurde bei ihm COVID-19 diagnostiziert.
Seit 2022 ist er Mitglied der União Brasil. Bei den Wahlen in Brasilien 2022 erreichte er seine Wiederwahl zum Senator für Amapá mit 196.087 oder 47,88 % der gültigen Stimmen.